# Patrick Franziska
Patrick Franziska (Bensheim, 11 de junho de 1992) é uma mesa-tenista alemão, medalhista olímpico.

## Carreira
Franziska conquistou a medalha de prata nos Jogos Olímpicos de Verão de 2020 em Tóquio na prova de equipes masculinas após confronto contra os chineses Fan Zhendong, Ma Long e Xu Xin na final. Ele é atualmente patrocinado pelo Butterfly e joga com o FC Saarbrücken-TT na Bundesliga Alemã (TTBL).